# Кижмола (приток Яренги)
Ки́жмола — река в России, протекает по Ленскому району Архангельской области. Устье реки находится в 6 км по правому берегу реки Яренга. Длина реки составляет 23 км.
Протекает через нежилое поселение Кижмола и деревню Верхний Базлук.
В Ленском районе есть и другая, более крупная река с тем же названием — Кижмола (приток Вычегды).

## Данные водного реестра
По данным государственного водного реестра России относится к Двинско-Печорскому бассейновому округу, водохозяйственный участок реки — Вычегда от города Сыктывкар и до устья, речной подбассейн реки — Вычегда. Речной бассейн реки — Северная Двина.
Код объекта в государственном водном реестре — 03020200212103000023610.